# Война, Владимир Илларионович
Владимир Илларионович Война (Войнов) (укр. Володимир Іларіонович Война (Войнов), 21 января 1868, Житомир — неизвестно) — украинский военачальник, полковник Армии УНР.

## Биография
Родился в Житомире. Происходил из семьи русского генерала, дворянина из Полтавской губернии.
Окончил 2-й кадетский корпус, второе Константиновское военное училище (1887), служил в 33-й артиллерийской бригаде. С 1889 года — во 2-й резервной артиллерийской бригаде. С 1890 года — в 37-й артиллерийской бригаде. С 1891 года — в 3-й гренадерской артиллерийской бригаде. С 1896 года — во главе хозяйства 3-го Гренадерского артиллерийского парка. С 1902 года служил в 3-й резервной артиллерийской бригаде. С 14 апреля 1908 года — подполковник, командир 2-й батареи 5-й стрелковой артиллерийской бригады. С 17 марта 1916 года — полковник. С 16 ноября 1916 — начальник муштры отдела управления артиллерийского снабжения штаба Западного фронта. С 25 июля 1917 года — командир 1-го дивизиона 81-й артиллерийской бригады.
С 12 марта 1918 года — помощник начальника 3-го отдела Главного артиллерийского управления Военного министерства Центральной Рады. С 18 июня 1918 — и. о. начальника артиллерийского отдела при коменданте Бахмутского уезда. С 6 июля 1918 года — начальника 3-го отдела артиллерийского отдела главного артиллерийского управления Военного министерства Украинского Государства. С 22 октября 1918 по конца 1919 года — начальник части артиллерийского снабжения головного артиллерийского управления Военного министерства УНР. 16 ноября 1919 года — освобожден от занимаемой должности и интернирован польскими властями. С 17 мая 1920 года — находился в резерве старшин артиллерийского управления Военного министерства УНР. Дальнейшая судьба неизвестна.